# Blattersleben
Blattersleben ist ein Ortsteil der Gemeinde Priestewitz im Landkreis Meißen in Sachsen.

## Geografie und Verkehrsanbindung
Der 349 Hektar umfassende Ort liegt etwa drei Kilometer südwestlich des Kernortes Priestewitz an der K 8554. 
Südlich fließt der Seußlitzer Bach. Südwestlich erstreckt sich das Naturschutzgebiet Seußlitzer Grund. Etwas weiter westlich fließt die Elbe. Östlich verläuft die B 101. Eine Buslinie verbindet Blattersleben unter anderem mit Gävernitz, Priestewitz und Großenhain.
Blattersleben befindet sich auf 217 m ü. NHN, wodurch sich von hier aus bei entsprechendem Wetter eine gute Fernsicht in alle Himmelsrichtungen bietet. Blattersleben liegt unweit der Elbweindörfer Seußlitz und Diesbar - Seußlitz am Rande des Flächennaturschutzgebietes Seußlitzer Grund, einer wildromantischen Region, die sich durch ihre Ursprünglichkeit auszeichnet.

## Geschichte
Bei Blattersleben handelt es sich um einen als Gassendorf mit Sackgassenteil und gewannähnliche Streifenflur angelegten Ort. Urkundlich erstmals erwähnt wurde das Dorf im Jahre 1277 als Bratersleven. Weitere Formen des Ortsnamens im Laufe der Zeit waren: Bratersleiben, Bratirslebin (1350), Bratirsloybin, Bratirsleiben (1378), Bratirslewen (1418), Blatterßleuben (1443), Wratirslobe (1474), Plattersleuben (1518), Blaterßhlobinn (1551) und schließlich Blattersleben  im Jahre 1791.
Eingepfarrt war der Ort, dessen Größe im Jahre 1406 mit 23 Hufen angegeben wurde, ursprünglich nach Strießen, kam aber später nach Seußlitz. Eine Schule wurde in Blattersleben im Jahre 1833 gegründet. Um diese Zeit besaß Blattersleben etwa 130 Einwohner. 1846 wurde die örtliche Schule erweitert und im Jahre 1905 noch einmal umgebaut.
Am 1. Juli 1950 wurde die Nachbargemeinde Porschütz nach Blattersleben eingemeindet. Seit dem 1. Januar 1994 gehört Blattersleben zur Gemeinde Priestewitz.

## Kultur und Sehenswürdigkeiten
In der örtlichen Denkmalliste sind mehrere historische Denkmäler und Gebäude verzeichnet. Eines der markantesten Gebäude im Ort ist hier der ehemalige Dorfgasthof in der Bergstraße 15, der heute als Dorfgemeinschaftshaus mit Kegelbahn und Saal fungiert.
Bei dem mit einem winkelförmigen Grundriss versehenen Gebäude handelt es sich um einen zweigeschossigen Putzbau mit Satteldach, dessen Entstehung auf die Zeit um 1870 datiert wird.
Auf dem Grundstück in der Bergstraße 13 stehen zwei Seitengebäude eines Vierseitenhofes unter Denkmalschutz. In ihnen befinden sich zwei historische Kumthallen. Die Entstehungszeit der Gebäude wird auf die Mitte des 19. Jahrhunderts datiert. In der Bergstraße 26 findet sich ein in der ersten Hälfte des 19. Jahrhunderts zum Teil in Fachwerkbauweise entstandenes Seitengebäude eines Dreiseitenhofes.
Des Weiteren steht im Ort ein ebenfalls in der Bergstraße gelegenes Transformatorenhäuschen unter Denkmalschutz. Dieses Gebäude wurde in der ersten Hälfte des 20. Jahrhunderts errichtet.
Zu den aktiven Vereinen im Ort zählt unter anderem der Sportverein SV „Grün Weiß“ Blattersleben.

## Wirtschaft
Ansässig ist im Ort unter anderem die Agrargenossenschaft Blattersleben, welche nach eigenen Angaben etwa 1.000 Hektar landwirtschaftliche Nutzfläche bewirtschaftet und sich in der Tierproduktion auf die Schweine- und Rindermast spezialisiert hat. Außerdem befindet sich hier seit dem Jahre 1990 der Sitz des Familienunternehmens Obsthof Ibisch. Dieses Unternehmen bewirtschaftet gegenwärtig eine Fläche von 36 Hektarn. Der Anbauschwerpunkt liegt in der Apfel-, Erdbeer- und Spargelproduktion.